# Стрептофити
Стрептофитите (Streptophyta) са инфрацарство биота от царство Растения (Plantae).
Таксонът е описан за пръв път от Чарлз Джефри през 1967 година.

## Разреди
- Надотдел Embryophyta – Висши растения
- Разред Charales